# Bor nitride
Bor nitride là một hợp chất hóa học của bor và nitơ với công thức hóa học là BN. Nó tồn tại dưới nhiều hình dạng tinh thể khác nhau tương đồng với cấu trúc carbon tương tự. Hình lục phương tương ứng với graphite là mềm nhất và ổn định nhất trong số các polymorphs BN, và do đó được sử dụng làm chất bôi trơn và phụ gia cho các sản phẩm mỹ phẩm. Cấu trúc sphalerite tương tự như viên kim cương được gọi là c-BN; nó mềm hơn kim cương, nhưng tính ổn định về nhiệt và hóa học của nó thì cao hơn. Biến thể BN wurtzite hiếm tương tự như kim cương lục phương nhưng mềm hơn một chút so với dạng lập phương.
Do tính ổn định về nhiệt và hóa học tuyệt vời nên gốm bor nitrit thường được sử dụng như là bộ phận của thiết bị có nhiệt độ cao. Bor nitride có tiềm năng sử dụng trong công nghệ nano. Các ống nano của BN có thể được sản xuất có cấu trúc tương tự như các ống nano cacbon, nghĩa là các tấm graphene (hoặc BN) cán lên nhau, nhưng các tính chất rất khác nhau. 

## Xuất hiện trong tự nhiên
Năm 2009, ở Tây Tạng, một khoáng chất bor nitride tự nhiên có trong dạng khối (c-BN) được báo cáo với tên đề xuất là qingsongite. Chất này đã được tìm thấy trong các tạp chất có kích thước phân tán trong các đá giàu chromi. Năm 2013, Hiệp hội Khoáng sản Quốc tế khẳng định khoáng sản và tên.

## Cấu trúc tinh thể
Tùy thuộc vào áp suất và nhiệt độ, có ba loại cấu trúc tinh thể (cấu trúc tinh thể lục giác, cấu trúc tinh thể lập phương, cấu trúc tinh thể Wurtzite). Chất boron nitride (BN) mà chúng ta thường nói đến chủ yếu là boron nitride có cấu trúc tinh thể lục giác.
Định nghĩa và ứng dụng của ba loại BN như sau:
1. Boron Nitride dạng lục giác (hBN)  Còn được gọi là "graphit trắng", là một vật liệu cách điện và dẫn nhiệt cao có cấu trúc dạng lớp.
  - Ứng dụng: Chất bôi trơn nhiệt độ cao, vật liệu tản nhiệt cho thiết bị điện tử, linh kiện cách điện trong lò chân không.
2. Boron Nitride dạng lập phương (cBN)  Có cấu trúc điện tử giống như kim cương, sở hữu độ cứng cao và độ ổn định nhiệt - hóa học tuyệt vời.
  - Ứng dụng: Vật liệu mài mòn, dụng cụ cắt, linh kiện cho môi trường nhiệt độ cao và cực đoan.
3. Boron Nitride dạng Wurtzite (wBN)  Là dạng vật chất cực hiếm dưới điều kiện áp suất cao, trong một số trường hợp được cho là cứng hơn kim cương.
  - Ứng dụng: Nghiên cứu vật liệu siêu cứng, ứng dụng đặc biệt trong điều kiện áp suất cao, lớp phủ bảo vệ hiệu suất cao (giai đoạn thử nghiệm).

## Thuộc tính

### Thể chất
| Vật liệu                   | Bor nitride (BN) | Bor nitride (BN) | Bor nitride (BN) | Bor nitride (BN) | Than chì                   | Kim cương |
| Vật liệu                   | a-               | h-               | c-               | w-               | Than chì                   | Kim cương |
| -------------------------- | ---------------- | ---------------- | ---------------- | ---------------- | -------------------------- | --------- |
| Density (g/cm3)            | 2.28             | ~2.1             | 3.45             | 3.49             | ~2.1                       | 3.515     |
| Knoop hardness (GPa)       | 10               |                  | 45               | 34               |                            | 100       |
| Bulk modulus (GPa)         | 100              | 36.5             | 400              | 400              | 34                         | 440       |
| Dẫn nhiệt (W/m·K)          | 3                | 600 ∥, 30 ⟂      | 740              |                  | 200–2000 ∥, 2–800 ⟂        | 600–2000  |
| Thermal expansion (10−6/K) |                  | −2.7 ∥, 38 ⟂     | 1.2              | 2.7              | −1.5 ∥, 25 ⟂               | 0.8       |
| Band gap (eV)              | 5.05             | 5.9-6.4          | 6.4              | 4.5–5.5          | 0                          | 5.5       |
| Chỉ số khúc xạ             | 1.7              | 1.8              | 2.1              | 2.05             |                            | 2.4       |
| Độ nhạy từ tính (µemu/g)   |                  | −0.48 ∥, −17.3 ⟂ |                  |                  | −0.2 – −2.7 ∥, −20 – −28 ⟂ | −1.6      |

## Vấn đề sức khỏe
Bor nitride (cùng với Si3N4, NbN, và BNC) được cho là có hoạt tính ứ đọng yếu, và gây ho khi hít theo dạng hạt. Nồng độ tối đa được đề nghị đối với nitride của phi kim là 10 mg/m³ đối với BN và 4 đối với AlN hoặc ZrN.

## Ứng dụng chính
Ứng dụng chính của Boron Nitride dạng lục giác (h-BN):
- Chất bôi trơn nhiệt độ cao: Có thể hoạt động ngay cả trong môi trường oxy và được sử dụng thay thế cho graphit (trong động cơ đốt trong, v.v.).
- Bôi trơn trong không gian và môi trường chân không: Giữ được hiệu suất bôi trơn mà không cần nước hay khí.
- Chất phụ gia trong mỹ phẩm: Được sử dụng trong kem nền, phấn mắt, son môi (cải thiện kết cấu và tính an toàn) [13].
- Gốm chịu nhiệt và lớp phủ: Dùng làm lớp phủ cho thiết bị nhiệt độ cao, lò chân không, khuôn đúc kim loại.
- Vật liệu cách điện: Được sử dụng làm lớp cách điện trong các thiết bị bán dẫn hoặc nền graphene.
- Linh kiện ô tô: Sử dụng tính cách điện và chịu nhiệt trong các bộ phận như kín cảm biến oxy.
- Chất bôi trơn cho súng chính xác: Thay thế MoS₂ (Molybdenum disulfide).
- Bột chì, sơn, nhựa, phụ gia cao su: Tạo chức năng tự bôi trơn.

Ứng dụng chính của Boron Nitride dạng lập phương (c-BN) :
- Vật liệu mài mòn siêu cứng: Độ cứng tương tự kim cương, thích hợp cho gia công hợp kim sắt và niken.
- Vật liệu dụng cụ cắt: Dùng trong cắt kim loại với các vật liệu như PCBN.
- Lớp phủ chống oxy hóa: Tạo lớp bảo vệ trong môi trường nhiệt độ cao.
- Tấm tản nhiệt và vật liệu cách điện: Được sử dụng trong thiết bị điện tử nhờ khả năng dẫn nhiệt cao và cách điện tốt.
- Vật liệu phim X-ray: Sử dụng cho phim mỏng với khả năng hấp thụ thấp và độ bền cơ học cao.